# 鷹級驅逐艦
鷹級驅逐艦（法語：Classe Aigle）是一款於1920年代為法國海軍建造的驅逐艦，同級艦共六艘。本級艦擁有類似於其前輩「獵豹級驅逐艦」的設計，兩者間僅在動力套件與武器系統上存有些微區別。本級艦的所有同級艦均以鳥類命名。

## 同級艦
- 鷹號（英语：French destroyer Aigle）（[Aigle] 错误：{{Lang}}：文本有斜体标记（帮助），舷號5、6與X13）

由位於敦克爾克的法蘭西造船廠承造，1931年2月19日下水，隔年10月10日完工，1942年11月27日拆解，翌年7月10日重新啟用，同年11月24日遭空襲擊沉，殘骸於1952年就地拆卸。
- 禿鷲號（英语：French destroyer Vautour）（[Vautour] 错误：{{Lang}}：文本有斜体标记（帮助），舷號6、5、73與X71）

由位於勒阿弗爾的地中海冶金造船廠承造，1930年8月26日下水，1932年5月2日竣工，1942年11月27日拆解，隔年1月17日重新啟用，1944年2月4日遭轟炸擊沉，1951年就地拆卸。
- 信天翁號（英语：French destroyer Albatros）（[Albatros] 错误：{{Lang}}：文本有斜体标记（帮助），舷號3、2、5、72、X73、X77、F762與D614）

由位於南特的法蘭西造船廠承造，1930年6月27日下水，1931年12月25日完工，1959年9月9日除役。
- 鶻鷹號（英语：French destroyer Gerfaut）（[Gerfaut] 错误：{{Lang}}：文本有斜体标记（帮助），舷號4、71與X72）

由位於南特的法蘭西造船廠承造，1930年6月14日下水，1932年1月30日，1942年11月27日拆解，1943年6月1日重新啟用，同年6月至9月間部分拆解，艦身於1944年3月7日遭轟炸沉沒，1948年就地拆解。
- 齒鷹號（英语：French destroyer Milan）（[Milan] 错误：{{Lang}}：文本有斜体标记（帮助），舷號1、4、X113與X111）

由洛里昂兵工廠承造，1931年10月13日下水，1934年4月20日完工，1942年11月8日於卡薩布蘭加外海遭美國海軍麻薩諸塞號戰艦所發射的16英寸（400）炮彈擊中而擱淺。
- 雀鷹號（[Épervier] 错误：{{Lang}}：文本有斜体标记（帮助），舷號2、5與X112）

由洛里昂兵工廠承造，1931年8月14日下水，1934年4月1日完工，1942年11月9日於瓦赫蘭外海遭英國皇家海軍奧羅拉號輕巡洋艦擊沉，最終於1946年解體。

## 外部連結
- Aigle-class at uboat.net（页面存档备份，存于）